# حادث قطار الصعيد 2002
حادث قطار الصعيد 2002 كان حادث قطار حصل بالقطار رقم 832 المتجه من القاهرة إلى أسوان والذي أدى إلى مقتل 361 شخصاً. وتعتبر الحادثة من أسوأ حوادث القطارات في مصر.

## خط سير القطار ومكان الحادث
كان القطار رقم 832 متجه من القاهرة إلى أسوان، واندلعت النيران في إحدى عرباته الخلفية في الساعة الثانية من صباح يوم 20 فبراير 2002م، عقب مغادرته مدينة العياط عند منطقة البرغوثي بالقرب من قرية ميت القائد.

## مسببات وضحايا الحادث
نظراً لاصابتهم بالخوف والهلع قام بعض الركاب بكسر النوافذ الزجاجية، وألقوا بأنفسهم خارج القطار، مما تسبب في مصرعهم أو غرقهم في ترعة الإبراهيمية. وقام قائد القطار بفصل العربات السبع الأمامية عن العربات المحترقة،
، وأخطر الجهات المعنية بالحادث، ثم واصل رحلته خشية توقفه وحدوث كارثة جديدة.
وأكد الدكتور عاطف عبيد رئيس مجلس الوزراء ـ عقب زيارته مستشفى العياط المركزي للاطمئنان على المصابين ـ أن الحريق اشتعل بعربات القطار بسبب انفجار موقد بوتاجاز في بوفيه إحدى العربات بالقطار، وامتدت النيران إلى باقي العربات. وقال إنه خلال نصف ساعة من الحادث انتقلت جميع فرق الإنقاذ، وعلى رأسها 45 طبيبًا من وزارة الصحة، وأضاف أن الحكومة بكامل أجهزتها انتقلت إلى موقع الحادث، ومنها 90 سيارة إسعاف مجهزة، و 60 سيارة إطفاء، ورجال هيئة السكة الحديد وقيادات الشرطة والمحليات والصحة والشئون الاجتماعية وقد أدى الحادث إلى وفاة 361 شخصاً من ركاب القطار، وإصابة 66 من ركاب القطار نفسه.

## آثار الحادث
- تعد حادثة قطار الصعيد التي راح ضحيتها أكثر من ثلاثمائة وخمسين مسافراً الأسوأ من نوعها في تاريخ السكك الحديدية المصرية أي منذ أكثر من مائة وخمسين عاماً.[4]
- بدأت يوم 27 ابريل 2002 في القاهرة محاكمة 11 مسؤولاً بهيئة السكك الحديدية في مصر بتهمة الإهمال، في أسوأ حادث قطار مصري أودى بحياة 361 شخصا.[5]
- أدت الكارثة إلى استقالة وزير النقل المصري إبراهيم الدميري.[5]

وكانت النيابة العامة، اتهمت المسؤولين بأنهم في يومي 19 و20 فبراير لعام 2002، بدائرة قسم شرطة الأزبكية ومركز شرطة العياط بمحافظتي القاهرة والجيزة بأنهم تسببوا بإهمالهم في وفاة 361 شخصاً من ركاب القطار، وإصابة 66 من ركاب القطار نفسه، وإلحاق أضرار جسيمة بأموال الجهة التي يعملون بها وكان ذلك ناشئاً عن إهمالهم في أداء وظائفهم وإخلالهم بواجباتهم. ولأول مرة أيضا في تاريخ المحاكم المصرية، انتقلت هيئة المحكمة برئاسة القاضى الراحل المستشار سعد عبدالواحد، لمعاينة القطار المحترق، والذى استقرت عرباته المتفحمة بمنطقة العياط كي تشاهد هيئه المحكمة على مرأى ومسمع من جميع أعضائها حجم الحريق ولكى تتمكن من تكوين عقيدتها قبل اصدار حكمها في القضية. بعد 7 أشهر من المداولات والنظر في القضية، قضت المحكمة ببراءة جميع المتهمين لعدم وجود أدلة قاطعة تثبت تورطهم في الحادث.

## معرض الصور

أحد عربات القطار المحترقة
القطار المحترق
أحد الركاب وصف القطار بنفق الموت

## وصلات خارجية
- التحقيقات الأولية تشير إلى انفجار أسطوانة غاز: أكثر من 350 قتيلا في كارثة قطار الصعيد بمصر، الجزيرة نت، 20 فبراير 2002